# Estienne Cleirac
Estienne Cleirac (1583 – 1657) è stato un avvocato francese.

Us et coustumes de la mer, 1647 (Fondazione Mansutti, Milano).

Nominato avvocato alla corte del Parlamento di Bordeaux, divenne poi procuratore reale per il Dipartimento delle Imposte. Negli ultimi anni di vita finì in prigione a causa delle rivolte della Fronda parlamentare, dovute all'aumento della tassazione. La sua opera principale è Us et coustumes de la mer, in cui raccoglie e traduce in francese le leggi spagnole, olandesi, fiamminghe e anseatiche relative al commercio marittimo e alla navigazione. Tra questi, si ricordano in particolare il Guidon de la mer e le Rôles o Jugements d'Oléron. Si tratta della prima pubblicazione del Guidon de la mer, un testo fondamentale sulla legislazione marittima del XVI secolo, soprattutto del diritto marittimo privato e assicurativo. La prima edizione del libro di Cleirac risale al 1647 ed è stampato a Bordeaux, cui seguono varie ristampe: Bordeaux (1661), Parigi (1665), Rouen (1671). Le edizioni successive riportano anche il Traité des termes de marine, un dizionario di termini marinareschi compilato da Cleirac nel 1634 su commissione dell'Ammiragliato francese. Ne esistono anche una traduzione in lingua inglese edita a Londra nel 1709 e una in lingua olandese stampata ad Amsterdam nel 1757.